# Natthanon Charoensingkeewan
Natthanon Charoensingkeewan (thailändisch ณัฐธนนท์ เจริญสิงคีวรรณ; * 1. Mai 2000), auch als Peace bekannt, ist ein thailändischer Fußballspieler.

## Karriere
Natthanon Charoensingkeewan erlernte das Fußballspielen in der Jugendmannschaft von Bangkok United. 2019 spielte er mit der  U23-Mannschaft in der vierten Liga. Für den Verein spielte er elfmal in der Bangkok Metropolitan Region der Liga. Am Ende der Saison feierte er mit der U23 die Vizemeisterschaft der Liga. Am 1. Januar 2020 unterschrieb er bei Bangkok United seinen ersten Vertrag. Der Verein aus der Hauptstadt Bangkok spielte in der ersten Liga, der Thai League. Die Rückrunde der Saison 2021/22 wurde er an den Drittligisten Krabi FC ausgeliehen. Am Ende der Saison, in der er sieben Spiele bestritt, feierte er mit dem Verein aus Krabi die Meisterschaft der Southern Region sowie den Aufstieg in die zweite Liga. Die Saison 2022/23 spielte er auf Leihbasis beim Drittligisten Samut Prakan FC. Mit dem Verein aus Samut Prakan spielte er 14-mal in der Bangkok Metropolitan Region der Liga. Ayutthaya United FC, ein Zweitligist aus Ayutthaya lieh in die Saison 2023/24 aus. Sein Zweitligadebüt gab Charoensingkeewan am 16. September 2023 (5. Spieltag) im Heimspiel gegen den Kasetsart FC. Bei dem 1:1-Unentschieden wurde er in der 84. Minute für Pakkapol Maimard eingewechselt. Am Ende der Saison 2023/24 belegte er mit dem Klub den sechsten Tabellenplatz und qualifizierte sich somit für die Aufstiegsspiele zur ersten Liga. Hier konnte man sich jedoch nicht durchsetzen. Im Sommer 2024 kehrte er nach Bangkok zurück. Hier wurde sein Vertrag jedoch nicht verlängert. Ende Juni 2024 unterschrieb er in Samut Sakhon einen Vertrag beim Drittligisten Samut Sakhon City FC. Mit dem Verein spielt er in der Western Region der Liga. Am Ende der Saison 2024/25 feierte er mit dem Verein die Meisterschaft der Region.

## Erfolge
Krabi FC
- Thai League 3 – South: 2021/22  ▲

Samut Sakhon City FC
- Thai League 3 – West: 2024/25